# Hafré
Hafré (ḫˁf-rˁ, nevének jelentése: Ré felkel, görögül Kephrén), (ur.: kb. i. e. 2558 – i. e. 2532) ókori egyiptomi fáraó, az óbirodalmi IV. dinasztia uralkodója. Hufu fia, fivérét, Dzsedefrét követte a trónon. Uralkodási idejének más változata: i. e. 2558–2533

## Élete és családja
Hérodotosz szerint Hufu testvére volt, de ez nem valószínű.
Hafré korát Hérodotosz zsarnoki uralomként jellemzi, miként atyja, Hufu korát is. Nem eldönthető, hogy bátyját államcsínnyel távolította el, vagy annak korai halála és gyermektelensége miatt követte őt a trónon.[forrás?] A dinasztia korának további eseményei egyik változatnak sem mondanak ellent.
Hafré felesége, III. Mereszanh Dzsehuti (Thot) papnője volt, s mint ilyen, az egyik első ismert papnő.[forrás?] (A nők Egyiptomban általánosan ugyanolyan jogokat élveztek, mint a férfiak.)

## Gazdaság
Nikauré herceg okmányai igazolják, hogy a IV. dinasztia e szakaszában a földbirtokok nagy része még az uralkodó saját kezelésében és felügyeletében voltak, de a monolitikus szerkezet már bomlásnak indult. Nikauré az apjától ajándékba kapott földeket sajátjaként kezelte, bár a telepek még Hafré nevét viselték. A Nílus völgyében és a Deltában szétszórt birtoktestek azt is mutatják, hogy Hafré még a saját családja esetében sem hozott létre egybefüggő nagybirtokot.

## Távolsági kereskedelem
Hafré korából származó egyiptomi tárgyak kerültek elő Eblából. Az óbirodalom folyamán a kereskedelem királyi monopólium volt, ami a naturális gazdálkodás konzerválódását eredményezte.

## Hafré piramisa
Piramisának méretei: 214,5×214,5 méteres alapterületen 143,5 méter magas. Oldalainak dőlésszöge 50° 10', oldalélei dőlésszöge 52° 20'. Ókori neve: Hafré Nagy. Tervezése, szerkezete letisztult: nagy tapasztalatokkal bíró építészeket feltételez.
Az újkorban Giovanni Battista Belzoni nyitotta fel először.

## A piramiskörzet
A piramis mellett egy korábban ismeretlen kultikus elem jelenik meg: egy nyitott udvarú építmény, amelyben az egyiptológusok az első temetkezéshez kapcsolódó Naptemplomot gyanítják. Halotti temploma a piramis keleti oldalán helyezkedik el, a fedett feljáró út a Völgytemplomhoz vezet. Ez utóbbi 45×45 méteres alapterületű, 12 méter magas, mennyezetét 16 gránitpillér tartotta és padlója alabástrom. Innen került elő az uralkodó szobra, egyetlenként az eredeti 23-ból.
A kerítésfal 3,4 méter vastag és 10 méterre húzódott a piramistól. Ezért a 145×145 méteres halotti templom a kerítésfalon kívül került. Ebben öt kápolna található, mindegyikhez külön előcsarnok, udvarán valaha 12 darab királyszobor állt.
A piramishoz még egy szatellit-piramis is csatlakozott, amelyből mára csak néhány kváder maradt a helyszínen, a többit elhordták. Eredetileg 20,1×20,1 méter alapterületű volt, egy helyben maradt sarokkő alapján az oldalélek emelkedési szöge 52° 20' volt, vagyis pontosan annyi, mint a királypiramisé. Sírkamrája 12 méter mélységben helyezkedik el.

## A kor képzőművészete
A királyszobrok egyik legszebbike kapcsolódik a nevéhez. Dioritból készült, a trónon ülő uralkodót ábrázolja, a trón háttámláján sólyom áll. Ezek a szobrok meghatározott funkcióval rendelkeztek, otthont adtak a király ka-lelkének.[forrás?] Hafré idejében megszűnt a királyi családtagok szobrainak sorozata, és hosszú ideig csak az uralkodó kaphatott szobrot.

## A nagy szfinx
A nagy szfinx olyan eleme a piramiskörzetnek, amely egyetlen másiknál sem található meg, sőt a monumentális szobrászat egyik legkorábbi és mindjárt a legnagyobb emléke ez. Maga a szfinx szó is e szobor eredeti nevéből ered: Seszep ankh (en Hafre), ami Hafré élő képmását jelenti. A nagy szfinxet a XVIII. dinasztia korától önálló kultusz vette körül, Hórusz isten helyi formájának, Hór em akhet (= Hór a horizonton, görögül Harmakhisz) tiszteletének része lett.